# Soderē
Soderē är en ort i Etiopien.   Den ligger i regionen Oromia, i den centrala delen av landet, 100 km sydost om huvudstaden Addis Abeba. Soderē ligger 1 393 meter över havet och antalet invånare är 1 867.
Terrängen runt Soderē är kuperad söderut, men norrut är den platt. Soderē ligger nere i en dal. Runt Soderē är det ganska tätbefolkat, med 129 invånare per kvadratkilometer. Närmaste större samhälle är Wenjī, 12,3 km nordväst om Soderē. Omgivningarna runt Soderē är en mosaik av jordbruksmark och naturlig växtlighet.